# العماد (المحويت)

تعديل مصدري - تعديل

العماد هي إحدى قرى عزلة طحــامــة بمديرية المحويت التابعة لمحافظة المحويت، بلغ تعداد سكانها 343 نسمة حسب تعداد اليمن لعام 2004.